# Шишмарёва, Ольга Иннокентьевна
Ольга Иннокентьевна Шишмарёва (1896, Троицкосавск — 28 марта (10 апреля) 1915, Варшава) — сестра милосердия I Сибирского передового врачебно-питательного отряда Всероссийского союза городов, погибшая на Первой мировой войне. Племянница дипломата Якова Парфентьевича Шишмарёва.

## Биография
Ольга Шишмарёва родилась в 1896 году в семье Иннокентия Парфентьевича Шишмарёва, городского головы Троицкосавска (ныне Кяхта, Бурятия), брата Якова Парфентьевича Шишмарёва. После окончания гимназии в Чите переехала в Москву и поступила на Высшие женские курсы В. А. Полторацкой. После начала Первой мировой войны окончила курсы сестёр милосердия. 26 ноября (9 декабря) 1914 года она отправилась на фронт в составе I Сибирского передового врачебно-питательного отряда Всероссийского союза городов.
В начале 1915 года Ольга Шишмарёва служила вместе с санитаром Сергеем Шлихтером в летучке «Б» I Сибирского отряда. Занималась в основном перевязкой раненых. Условия службы были достаточно тяжёлыми. Ольге приходилось спать на полу, на соломе, питаться сухим хлебом. Она часто мёрзла на морозе и мокла под дождём. Летучка «Б» работала на передовой линии и поэтому регулярно подвергалась обстрелам.
В феврале 1915 года летучка «Б» дислоцировалась на территории Польши близ города Опочно. Когда 21 февраля (6 марта) 1915 года на фронте было объявлено перемирие, Ольга Шишмарёва с Сергеем Шлихтером отправились в окопы, чтобы принести солдатам газеты, журналы, халаты для разведчиков, а также оказать помощь раненым. Однако австро-венгерские войска нарушили перемирие, и от первого же разрыва снаряда шрапнели Ольга получила осколочное ранение в шею. Её доставили в варшавский госпиталь, где выяснилось, что осколок перебил позвоночник. Шрапнель также пробила лёгкое, вызвав его воспаление. 28 марта (10 апреля) 1915 года Ольга Шишмарёва скончалась.
О гибели Ольги Шишмарёвой написали многие газеты Российской империи. Она была временно похоронена в Варшаве 30 марта (12 апреля) 1915 года. Позднее её тело доставили в Москву, где 19 апреля (2 мая) 1915 года с почестями похоронили на Братском кладбище. Ольга Шишмарёва стала первой из сестёр милосердия, похороненных на Братском кладбище. На похоронах присутствовали великая княгиня Елизавета Фёдоровна, московский градоначальник генерал-майор Александр Александрович Адрианов, главноуправляющий общегородского и общеземского союзов Михаил Васильевич Челноков, князь Георгий Евгеньевич Львов, сёстры милосердия и представители благотворительных учреждений.
25 апреля (8 мая) 1915 года в Троицком соборе Томска была отслужена панихида по Ольге Шишмарёвой. В газете «Минусинский листок» от 26 апреля 1916 года было опубликовано стихотворение Н. Леонова, посвящённое Ольге. Когда в 1916 году Сергей Шлихтер погиб на войне, его похоронили в нескольких метрах от неё.
В 1932 году Братское кладбище было ликвидировано и превращено в парк. Из памятников сохранилось только надгробие Сергея Шлихтера. 6 мая 2014 года надгробная плита Ольги Шишмарёвой была восстановлена справа от его могилы.

## Галерея

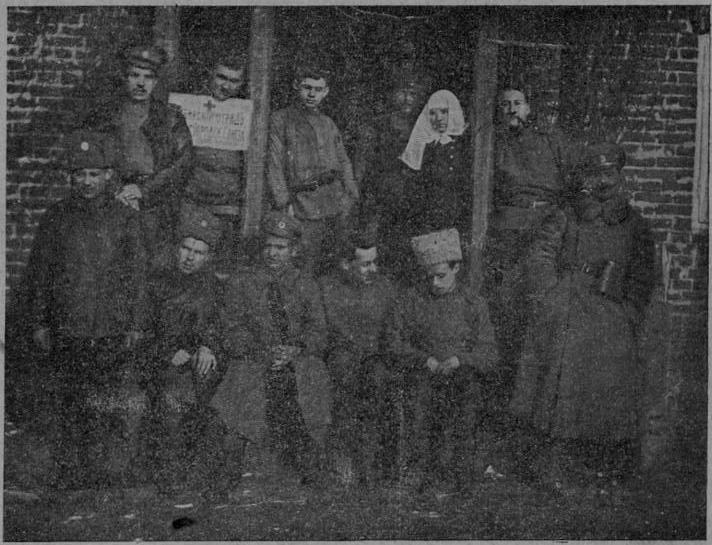
Летучка «Б» I Сибирского отряда. 2-я справа в вернем ряду Ольга Шишмарёва. 2-й справа в нижнем ряду Сергей Шлихтер.
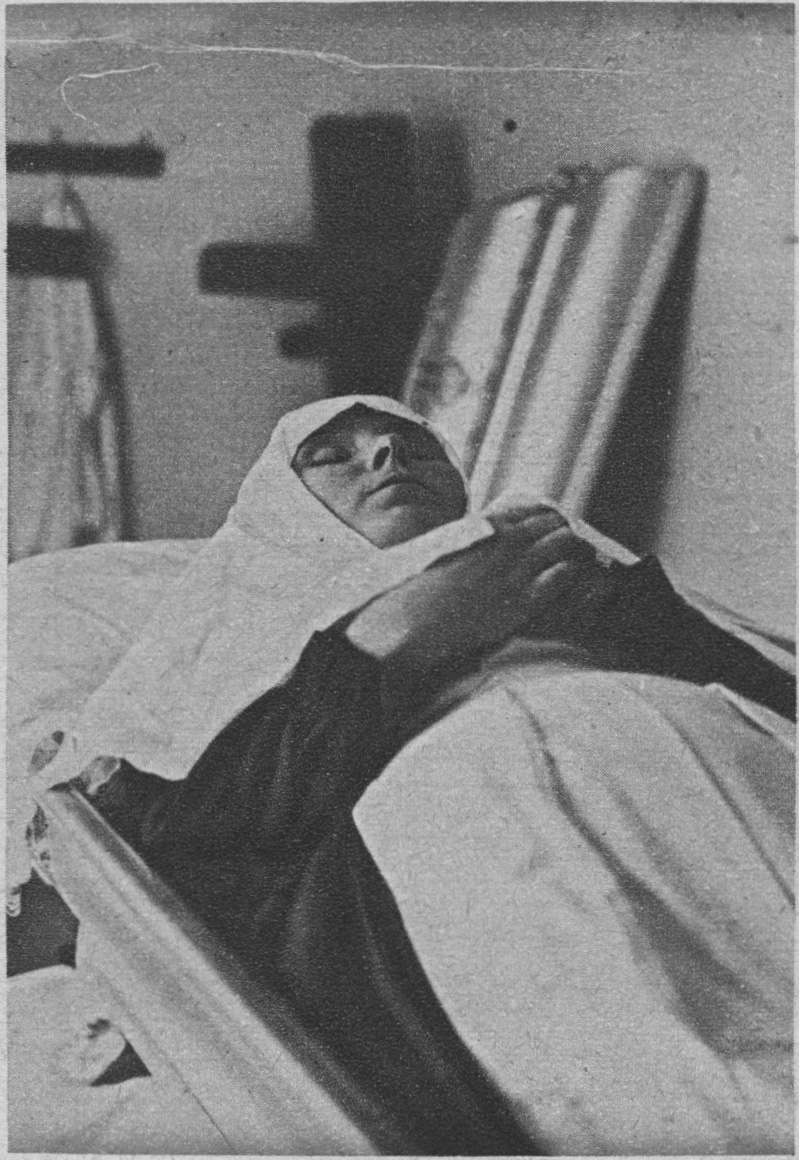
Ольга Шишмарёва в гробу
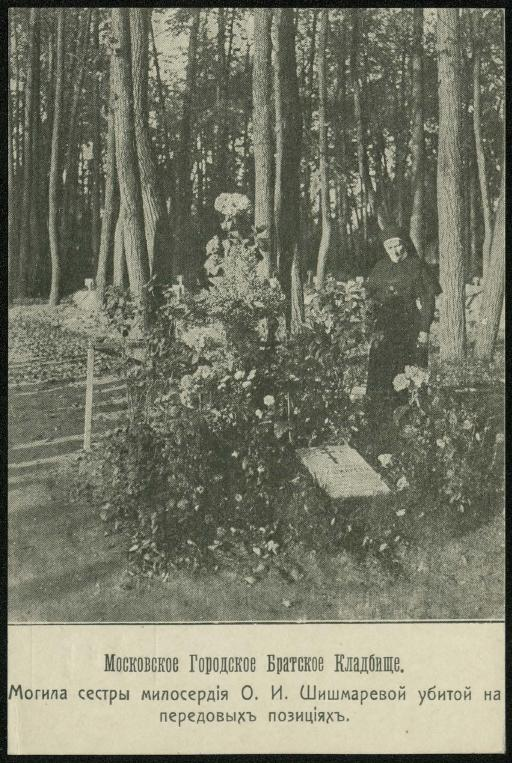
Могила Ольги Шишмарёвой в 1916 году
Могила Сергея Шлихтера в 2016 году. Справа восстановленное надгробие Ольги Шишмарёвой.

### Сноски
1. ↑  Перевязочный пункт отряда, имеющий специальный штат медицинского персонала и работающий в непосредственной близости к передовым позициям.